# Пугало (DC Comics)
Пу́гало (англ. Scarecrow), настоящее имя — доктор Джо́натан Крейн (англ. Dr. Jonathan Crane) — суперзлодей вселенной DC Comics, враг Бэтмена. Был создан Бобом Кейном и Биллом Фингером и дебютировал в World’s Finest Comics #3 (осень 1941). Джонатан Крейн — психиатр, использующий различные виды наркотиков и психологическое давление, чтобы вызвать страх и панику у своих врагов.

## История публикаций
В течение Золотого века американских комиксов у Пугало было всего два появления. Персонаж был возрождён во время Серебряного века комиксов писателем Гарднером Фоксом и художником Шелдоном Молдоффом на страницах Batman #189 (февраль 1967) и с тех пор он является одним из основных противников Бэтмена.

## Биография
Джонатан Крейн рос озлобленным и замкнутым ребёнком, из-за его тощего телосложения над ним издевались почти все его ровесники. В то же время, Крейн обладал развитым умом, а также познаниями в области химии и психологии, особенно сильно интересуясь психологией страха. В студенческом возрасте он поступил в Готэмский университет на факультет психологии. Вскоре после отличной учёбы в университете Крейн стал профессором Аркхэмской клиники, однако коллеги Крейна обнаружили его за опытами над людьми, в результате чего он был изгнан из Аркхэма. Движимый желанием отомстить за все свои обиды и обладающий навыками в области химии, Крейн изобрёл галлюциногенный газ, который заставлял людей видеть их самые сокровенные страхи наяву. Но как только Крейн начал осуществлять свой план, напав на бывших коллег-профессоров, на его пути встали Бэтмен и Робин. В итоге, побеждённый Пугало снова появился в Аркхэме, но уже как пациент.

### Пугало: Год Первый
По версии комикса Scarecrow: Year One, Джонатан Крейн был нежеланным ребёнком и был выращен прабабушкой в пригородном особняке. Подвергаясь различным наказаниями от прабабушки (например, она закрывала его в заброшенной часовне, где на него нападала стая ворон) и издевательствам сверстников, а также благодаря незаурядному интеллекту, он научился мастерству страха и контроля над людьми. После учёбы, Джонатан стал преподавать в Готэмском Университете на кафедре психологии. За слишком радикальный подход к этой работе, он был уволен. Тогда Крейн, надев костюм Пугала и используя улучшенный токсин своей прабабушки, стал мстить за своё прошлое. Он убил профессора психологии, считая, что именно тот виноват в его увольнении. После этого он пытался убить сначала своего отца (этому помешали Бэтмен и Робин), а затем — застрелить свою мать и годовалую сестру по матери, чему также воспрепятствовали супергерои. В конце этой истории Пугало сам страдает от своего токсина. Ему мерещится скелет прабабушки и стая ворон. Не сумев совладать со своими страхами, он в ужасе убегает. Дальнейшая судьба не известна, возможно, пойман и отправлен в Аркхем в качестве пациента.
В комиксе также объясняется происхождение и эволюция газа страха «Фобоса».

### Темнейшая ночь
Во время Темнейшей ночи он вступил в Корпус Синестро и получил жёлтое кольцо силы, которого, однако, вскоре лишился.

## Силы и способности
Пугало использует разнообразные токсины и вещества, которые заставляют его жертв видеть образы их оживших кошмаров. Самое излюбленное его оружие — токсин страха «Фобос». Он носит маску Пугала, чтобы усилить эффект галлюциногена, а также чтобы избежать отравления собственным токсином. Хотя сам Джонатан Крейн физически слаб, он может принять участие в рукопашной схватке, благодаря разработанному им самим боевому стилю — «насильственному танцу», основанному на двух стилях кунг-фу — журавля и пьяного мастера, или с помощью своей острой косы. Помимо этого Пугало является очень опытным психологом в области страха. Он может быстро понять страхи своих противников и использовать это против них. К примеру, Робин боится Бэтмена, а Бэтмен — смерти своих родителей. Сам Пугало боится своей покойной прабабушки и ворон(в версии New 52 Пугало боится ещё и чердака, так как отец запер его на чердаке, но у отца случился сердечный приступ и Джонатана выпустили другие).

## Вне комиксов

### Кино

#### Трилогия Кристофера Нолана
Пугало должен был появиться в так и не вышедшем фильме «Бэтмен. Триумфатор», где его должен был сыграть Николас Кейдж.
Во всех трёх фильмах Нолана о Бэтмене роль Джонатана Крейна сыграл ирландский актёр Киллиан Мёрфи. В первом фильме Пугало один из главных злодеев, в двух остальных появляется эпизодически.
В фильме «Бэтмен: Начало» Джонатан Крейн — судебный психиатр, работающий вместе с Лигой Теней Ра’с аль Гула и Кармайном Фальконе. В обмен на помощь мафии в доставке наркотиков, он доказывал невменяемость арестованных бандитов, чтобы преступники не понесли уголовного наказания, так как они попадали в психбольницу. Таким образом он приговаривает Виктора Зсаза к «заключению». После поимки Бэтменом криминального босса Фальконе, тот начинает угрожать сдать Крейна полиции. После этого доктор сводит с ума Кармайна с помощью галлюциногенного газа и маски пугала (в которой каждый под влиянием наркотика видит то, чего боится больше всего), после чего всё так же продолжает сливать галлюциноген в городскую канализацию. Продолжая поставки наркотиков в Готэм, Пугало сталкивается с Бэтменом, заставляет героя вспомнить его собственные страхи. Бэтмен вскоре справляется со своими страхами, побеждает злодея и прыскает на Крейна его же галлюциноген, после чего тот оказывается в психиатрической больнице. Во время беспорядков Крейна освобождают люди из Лиги Теней. Он пытается напасть на Рэйчел, называя себя Пугалом, но та даёт ему отпор электрошокером и он убегает.
В «Тёмном рыцаре» Джонатан Крейн занимается торговлей наркотиками, продолжая использовать свой образ. Во время встречи с преступным авторитетом — Чеченом на них нападают подражатели Бэтмена с огнестрельным оружием. Вскоре появляется настоящий герой и арестовывает Крейна и своих двойников.
В фильме «Тёмный рыцарь: Возрождение легенды» после захвата Готэма Бэйном Крейн возглавляет «революционный суд», приговаривая всех подсудимых к «изгнанию» (через тонкий лёд залива, что равносильно смерти) или «смерти» (через «изгнание»). Таким образом, Крейн приговаривает Страйвера к изгнанию. Его окончательная судьба после наведения порядка в Готэме неизвестна, возможно, вернулся обратно в Аркхэм.

#### Анимационные фильмы
- В «Бэтмен: Рыцарь Готэма» Пугало держал в заложниках священника, а позже был схвачен Бэтменом. Роль озвучил Кори Бертон.
- В «Бэтмен. Нападение на Аркхэм» Пугало является одним из многих заключённых, освобождённых Джокером. Его озвучивает Кристиан Ланц.
- В мультфильме 2015 года «Безграничный Бэтмен: Нашествие монстров» является одним из злодеев.

### Телесериалы
- Готэм (1 и 4 сезон)
- Титаны (3 сезон)

### Видеоигры
- Пугало появляется в компьютерных играх по кинотрилогии Нолана. Так, в игре Batman Begins (2005) по мотивам первого фильма, Киллиан Мёрфи вернулся к озвучиванию персонажа[4]. А Джейсон Гриффит озвучил персонажа в игре The Dark Knight Rises (2012) по заключительному фильму трилогии[5].
- В игре Lego Batman: The Videogame (2008) Пугало — прихвостень Джокера, и доступен как игровой персонаж в «свободной игре». В отличие от множества других интерпретаций, в этой костюм Крейна был передан максимально точно к оригинальному (насколько это позволяла графика Lego-персонажей). Он владеет довольно ценной способностью контроля разума, с помощью которой можно контролировать других обитателей этого мира (но далеко не всех), проходя миссии с квестами. Он также владеет бипланом, стреляющим капсулами с газом Пугала.

- В игре «Batman Rise of Sin Tzu» Пугало является врагом Бэтмена.
- В игре Lego Batman 2: DC Super Heroes Пугало является боссом на уровне в лечебнице Аркхэм. Также является играбельным персонажем и владеет мини-версией своего биплана.
- В игре Lego Batman 3: Beyond Gotham присутствует DLC, посвящённое трилогии «Тёмный рыцарь» Кристофера Нолана. Версия Пугала Киллиана Мёрфи является играбельным персонажем.
- В игре Lego Dimensions Пугало появляется лишь в качестве упоминания. Попадая в страну оз, Бэтмен замечает местного персонажа, который тоже носит имя «Пугало». Бэтмен принимает его за Джонатана Крейна и пытается поймать, но открывается портал, и Пугало попадает туда.
- В игре «Batman: Arkham Asylum» Пугало является одним из противников Бэтмена и боссов игры. Он по-прежнему использует галлюциногены и проецирует страхи своих жертв на них самих. Изменился его костюм, став куда более мрачным и жутким, а на правой руке появилось устройство для подкожных инъекции токсина страха, включающее в себя шприцы, надетые на пальцы. В игре он 3 раза отравляет Бэтмена, после чего тому приходится пройти сквозь собственные кошмары; при этом игровой мир полностью изменяется, превращаясь в подобие огромного водоворота, окаймлённой цепочкой развалин, посреди которого стоит гигантское подобие Крейна. Первая встреча происходит в морге медицинского блока Аркхэма, вторая — на колокольне, третья — в блоке интенсивной терапии. А последняя (уже без уровня в подсознании Бэтмена) — в канализации. Далее Крейна хватает Киллер Крок и утаскивает его под воду, нанося безумному психиатру серьёзные увечья. Но в одной из 3 возможных концовок игры показано, как вполне живой Пугало забирает уцелевшую канистру «Титана». В русской версии игры Пугало озвучивает Борис Репетур.
- В игре «Arkham City» как персонаж Пугало не появился, но можно найти его маску на одной из крыш, неподалёку от промышленной зоны, оставленную в качестве загадки Загадочником. Также можно найти на Аркхэм Сити спрятанное логово Пугала в качестве пасхального яйца. И если сканировать частоты, можно услышать 3 радиостанции, передающие некие цифры. Если правильно подобрать шифр, то получатся сообщения, что Пугало вернётся, чтобы отомстить Бэтмену.
- В игре «Arkham Origins» Пугало также не появился. Однако в тюрьме Блэкгейт в списке посетителей несколько раз указан Джонатан Крейн. Также на лайнере Пингвина можно найти объявление, на котором также указано его имя.
- В игре «Injustice: Gods Among Us» на арене «Joker Asylum» боец может толкнуть противника в изолятор для психически нестабильных пациентов, где Пугало в своём образе из игры «Arkham Asylum» отравляет противника и в виде галлюцинации наносит ему большие повреждения.
- В «DC Universe Online» Пугало является первым боссом для героев в Готэме. Создаёт свою банду, и начинает использовать газ по всему городу.
- В игре Batman: Arkham Knight Пугало один из главных злодеев. По ходу сюжета он публично разоблачает личность Брюса Уэйна, однако без его токсина Бэтмен не смог бы одолеть Джокера в своём подсознании. Был отравлен собственным токсином и посажен в карцер полицейского участка.
- В игре Injustice 2 он является игровым персонажем. Перед боем он распыляет свой токсин, помещая оппонента в галлюцинацию, в которой он появляется в виде демонического пугала, способного «сражаться» наравне с другими персонажами. В режиме истории после победы над Брэйниаком он захватывает корабль и превращает его в свою лабораторию для проведения своих дьявольских экспериментов с этим токсином. Озвучен Робертом Инглундом.
- В игре «Batman Arkham Underworld» он является последним открываемым злодеем. В бою использует свой токсин «Фобос» в виде газа и шприцев на правой руке. Выглядит как в «Batman: Arkham Asylum» и озвучен Дино Андраде.

### Пугало в других произведениях
Появляется как второстепенный персонаж в первом томе Preludes and Nocturnes комикса The Sandman (выпуски The Sandman #5, #8), как пациент клиники Аркхэм.

## Критика и отзывы
Пугало занял 58 место в списке 100 величайших злодеев комиксов по версии IGN .
Киллиан Мёрфи за роль Пугала в фильме «Бэтмен: Начало» был номинирован на кинопремию MTV в номинации лучший злодей.